# Łańcut
Łańcut (en polaco: [ˈwajtsut]; en alemán: Landshut; en yidis: לאַנצוט‎, romanizado: Lantzut) es una ciudad en el sureste de Polonia, con 18,004 habitantes, a fecha de 2 de junio de 2009. Situada en el Voivodato de Subcarpacia (desde 1999), es la capital del Condado de Łańcut.

## Historia
Las investigaciones arqueológicas llevadas a cabo en la región de Łańcut confirman la existencia de asentamientos humanos 4.000 años a. C.
El primer propietario de la ciudad fue Otton (z Pilczy) Pilecki, a quien le fue entregado el señorío sobre Łańcut por el rey de Polonia, Casimiro III el Grande, en 1349, como recompensa por sus servicios. Al mismo tiempo, el rey concedió también a Łańcut un fuero siguiendo el derecho de Magdeburgo. En 1381 Łańcut fue nombrada oficialmente "ciudad" por primera vez, por Otton Pilecki, en la carta de fundación de la ciudad. Łańcut se mantuvo bajo la titularidad de la familia Pilecki hasta 1586.
La ciudad pasó a ser propiedad, sucesivamente, de las familias aristócratas polacas Stadnicki, Lubomirski y Potocki. Łańcut fue comprada por Stanislaw Lubomirski en 1629, quien contó con los servicios del arquitecto Matteo (en polaco: ‘Maciej’) Trapola y el estuquista Giovanni Battista Falconi, con el fin de construir una residencia fortificada en la ciudad, el Castillo de Łańcut, que se completó en 1641 y que ha sido reconstruido muchas veces desde entonces. Jerzy Sebastian Lubomirski, temiendo el ataque de los suecos, reforzó las fortificaciones. Para la ejecución de estas obras contó con el neerlandés Tylman van Gameren, uno de los más destacados arquitectos extranjeros que trabajaron en Polonia.
El castillo está situado en el centro de la ciudad y construido a modo de un gran palacio aristocrático-residencial. Se hizo tristemente célebre en el siglo XVI, durante la época de Stanislaw Stadnicki,, conocido como "el Diablo de Łańcut' (polaco: diabeł łańcucki) por su conducta violenta. Desde de 1775, el palacio fue propiedad de Izabella Lubomirska, que lo amplió y remodeló sus interiores. Sus últimos propietarios, hasta 1944, fueron la familia Potocki. El palacio es actualmente un museo muy conocido por su gran colección de carruajes históricos. Desde 1961, alberga cada año un conocido festival de música clásica.
En 1772, después de la primera Partición de Polonia, Łańcut pasó a integrarse como parte de la Monarquía de los Habsburgo, donde permaneció hasta 1918, cuando se convirtió en parte de la Polonia independiente.
A finales del siglo XVIII, la Duquesa Isabel Lubomirska estableció una destilería en la gran propiedad de la familia Lubomirski en Łańcut. El conde Alfred Wojciech Potocki, nieto y heredero de la Duquesa, se hizo cargo de las propiedades de los Lubomirski en Łańcut y en Lvov en 1823 y se encargó de modernizar la gestión de estas propiedades. La destilería ha cambiado de dueño varias veces y ahora existe bajo el nombre de Polmos Łańcut. Es bien conocida por la producción de vodkas dulces y de diversos sabores.
Los judíos comenzaron a establecerse en Łańcut en el siglo XVI, siendo la primera mención a un colono judío de 1554. El terrateniente Stanislaw Lubomirski contrató a un judío para la explotación de sus propiedades en Łańcut en 1629. En 1707, el Consejo de las Cuatro Tierras (el parlamento judío polaco), se reunió en Łańcut. En 1716 se quemó una sinagoga de madera y se inició la construcción de una nueva, en ladrillo, en 1726. El proyecto recibió el apoyo de la familia Lubomirski y esa sinagoga, que aún hoy se conserva, fue terminada en 1761 (ver más abajo). Los cementerios judíos locales guardan los restos del famoso Rabino Zvi Naftali Horowitz (Gran Rabino de Ropshitz - Ropczyce) y del Rabino Ahron Moshe Leifer (Gran Rabino de Żołynia). Cada año, fieles del judaísmo jasídico vienen a rezar a sus tumbas. 
Antes de la II Guerra Mundial, Łańcut contaba con una próspera comunidad Judía, que constituía alrededor de un tercio de la población de la ciudad. En 1939 había 2.750 judíos en Łańcut. A partir de 1942, los ocupantes alemanes comenzaron a trasladar y asesinar a la comunidad judía, muy pocos de cuyos miembros sobrevivieron.
El último terrateniente de Łańcut, Alfred Antoni Potocki, (14 de junio de 1886 – 30 de marzo de 1958), fue uno de los hombres más ricos de antes de la guerra en Polonia y acumuló una fantástica colección de obras de arte. Poco antes de la llegada del Ejército Rojo en 1944, cargó 11 vagones de ferrocarril de un tren expresamente fletado desde Viena con sus posesiones más valiosas (alrededor de 700 cajas de bienes muebles) y huyó a Liechtenstein. La mayoría de estos objetos fueron vendiéndose poco a poco para costear su lujoso tren de vida
El Festival de Música de Łańcut se celebra anualmente desde 1961. El Festival programa conciertos de música clásica y moderna interpretados por los más destacados solistas, conjuntos y coros de Europa.

## Principales lugares de interés
- El Castillo de Łańcut, también conocido como "Palacio Potocki". Fue construido entre 1628 y 1641 por Stanislaw Lubomirski y reconstruido entre 1894 y 1903 en estilo neobarroco francés. Dentro de los terrenos del castillo hay un parque, una cochera donde se conserva una colección de carruajes y una casa de invitados en el estilo inglés.[12]
- La Sinagoga de Łańcut, terminada en 1761. Los invasores alemanes intentaron quemar la sinagoga en 1939, pero se lo impidió el Conde Alfred Antoni Potocki.[13] Aunque el exterior no tiene decoración, las paredes y el techo están decoradas con pinturas y estucos del siglo XVIII restaurados y policromías de los siglos XIX y XX.
- El complejo arquitectónico de la Iglesia antigua y el monasterio Dominico (Rynek), varias veces reconstruido, cuyas fases de construcción más antiguas se remontan al siglo XV.
- La Iglesia Parroquial (en la calle Farna), construida en el siglo XV y reconstruida entre 1884 y 1900.

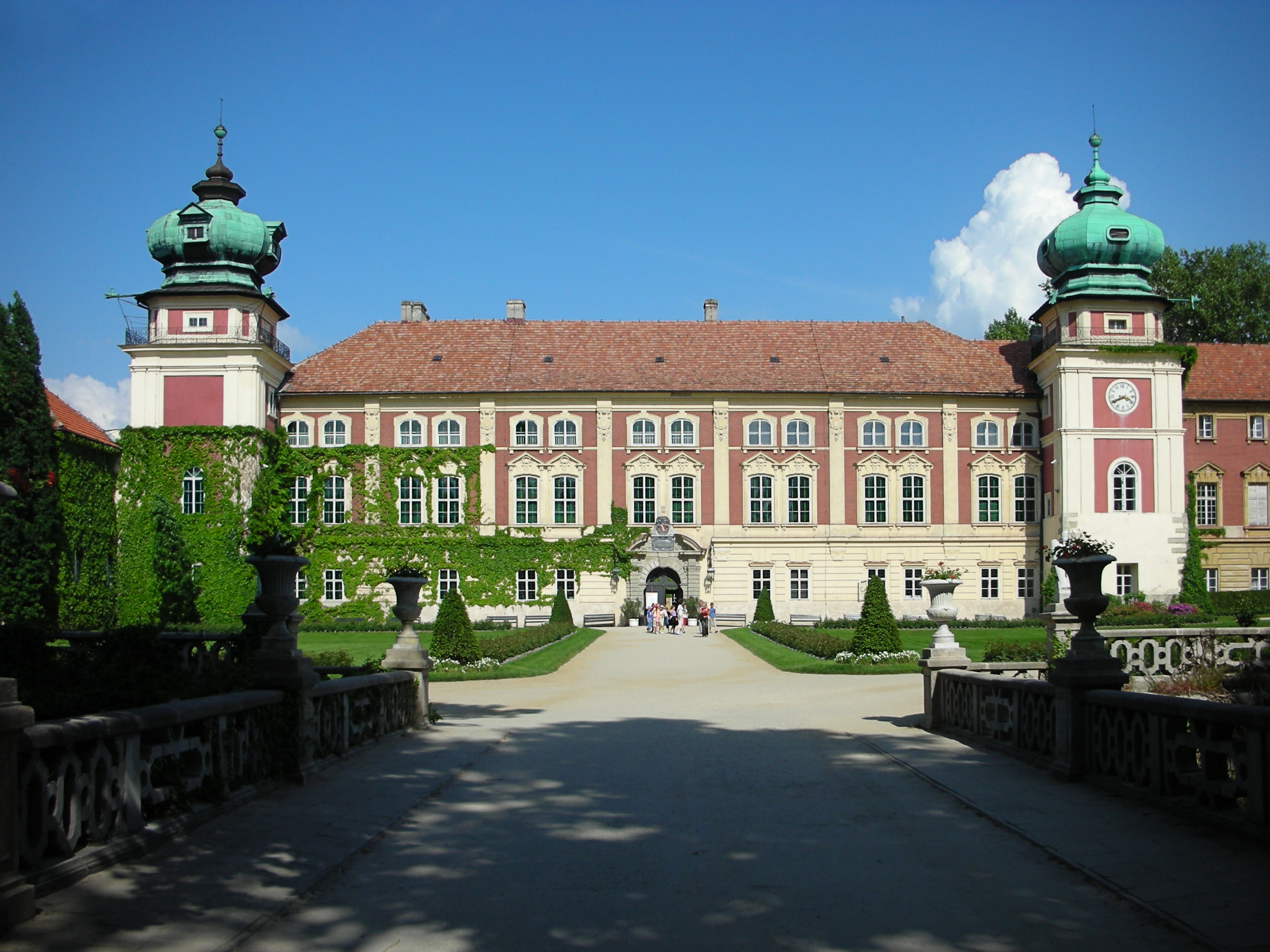
Castillo
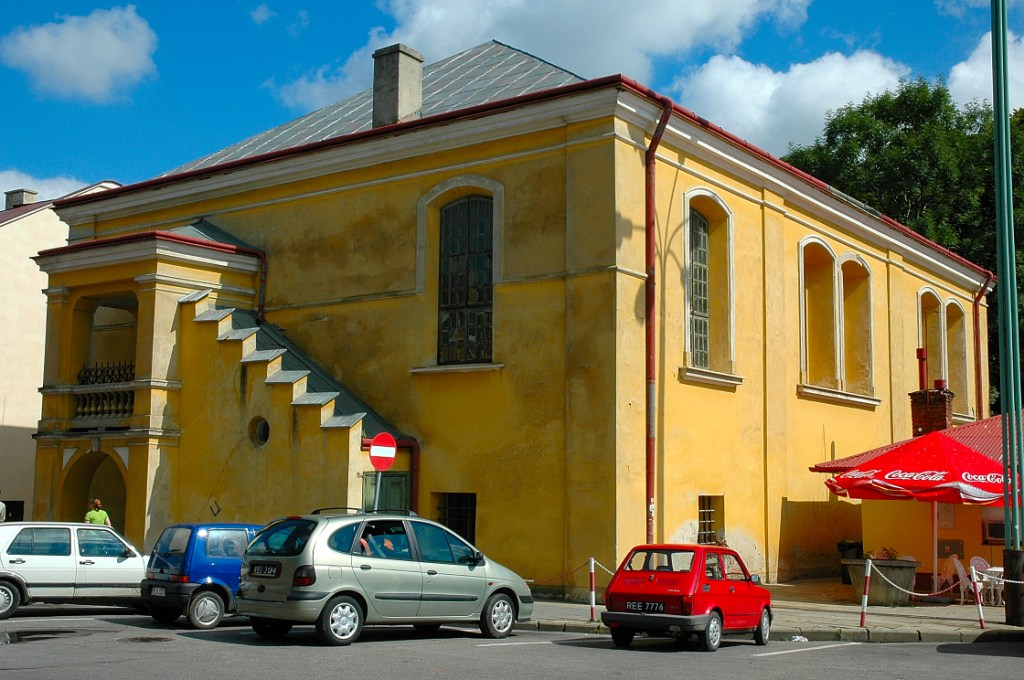
Sinagoga
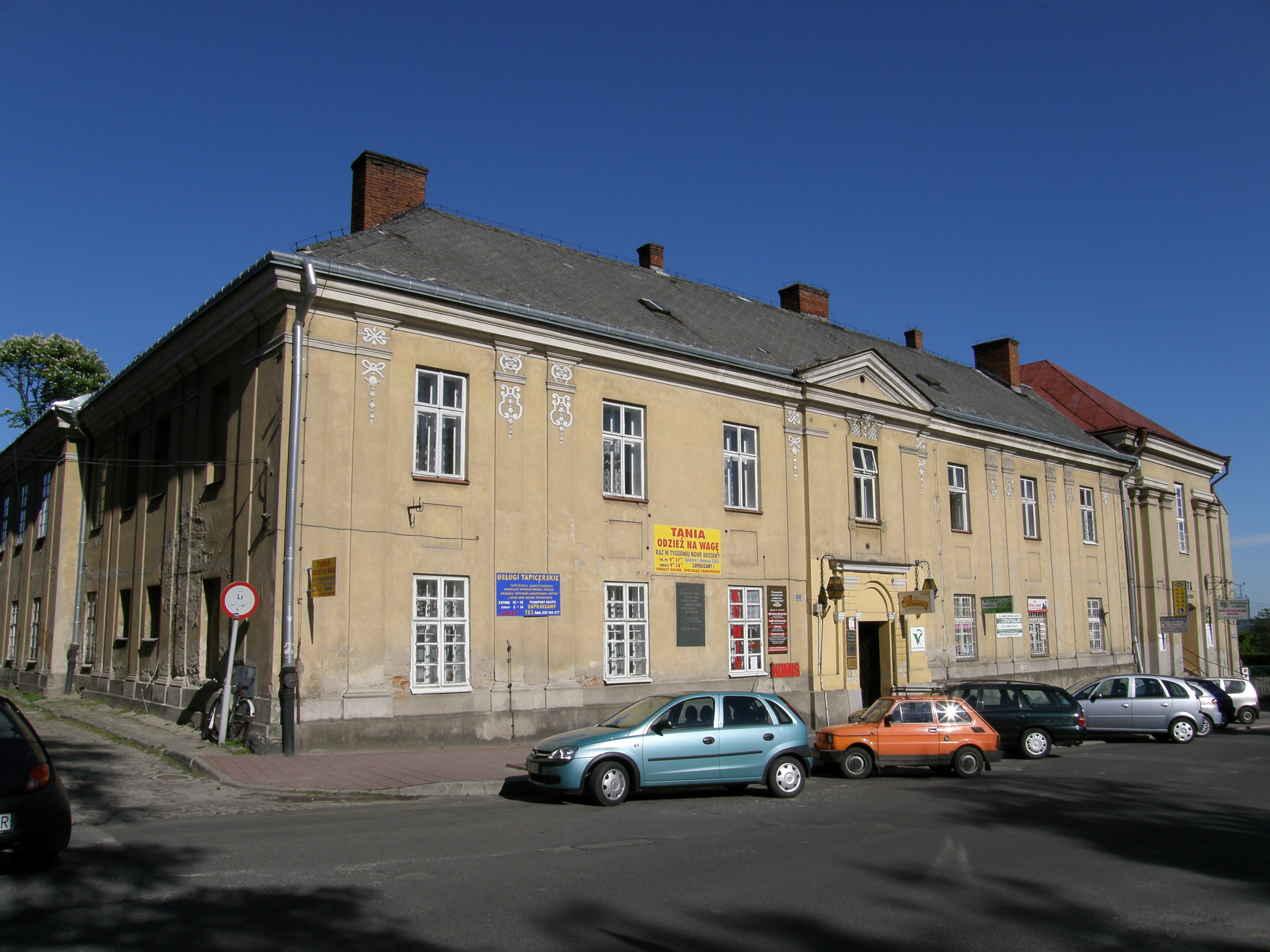
Antigua Iglesia y convento de los dominicos
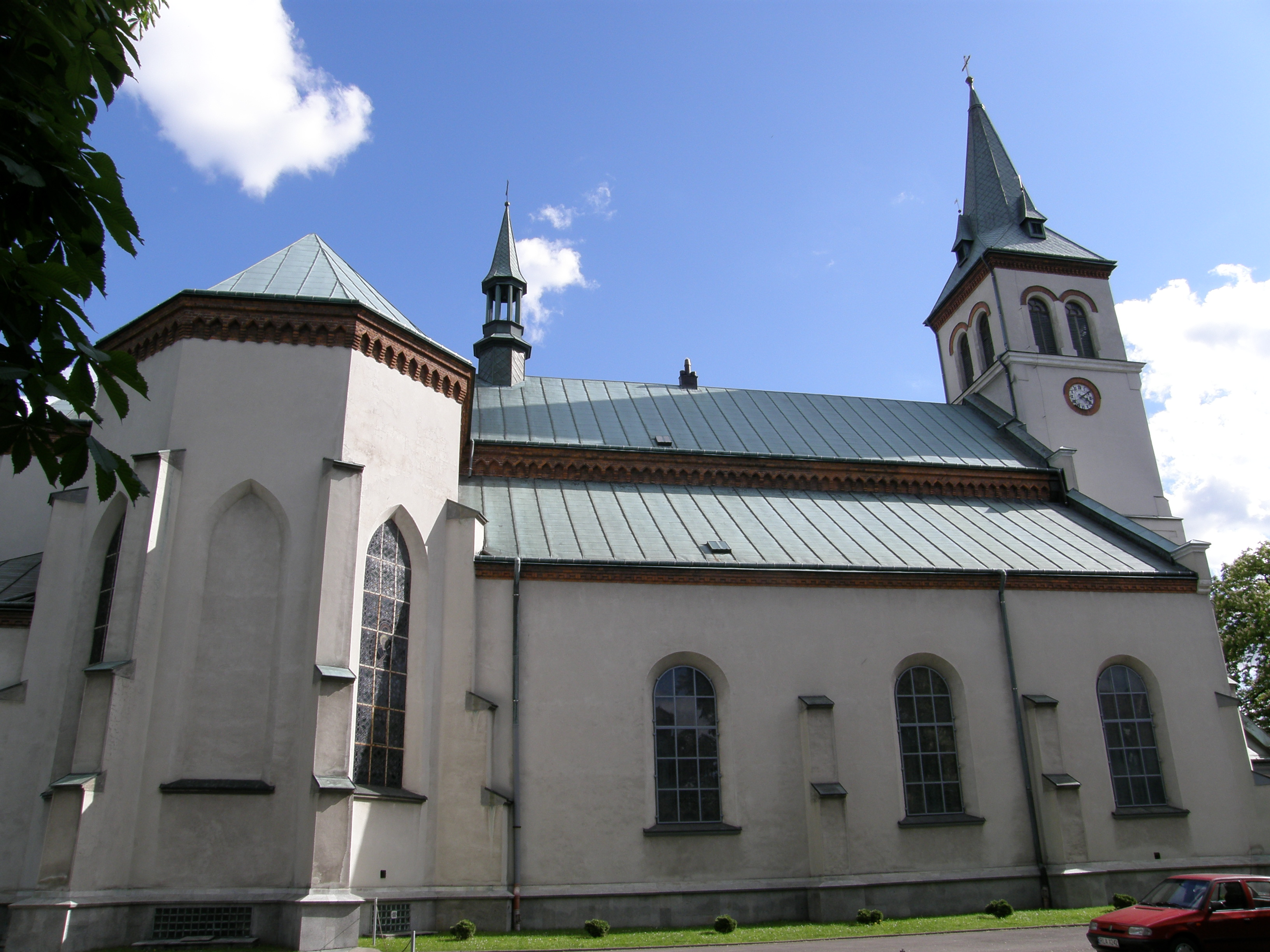
Iglesia parroquial

## Transporte
Łańcut se encuentra en el trayecto de la Ruta europea E40, que va desde Calais, en Francia, a través de Bélgica, Alemania, Polonia, Ucrania, Rusia y Kazajistán. Otras ciudades polacas, ubicada en la autopista E40 son Breslavia, Opole, Katowice, Cracovia, Tarnów, Rzeszów y Przemyśl.
El aeropuerto más cercano es el Aeropuerto de Rzeszów-Jasionka, situado en el pueblo de Jasionka, al norte de Rzeszów. Se encuentra  unos 18 kilómetros al noroeste de Łańcut por la A881 y se tardan unos 25-30 minutos en completar el recorrido en coche. Hay servicios regulares de vuelos de pasajeros a: Varsovia (WAW), Dublín, Londres (Stansted), Bristol, Birmingham, Nueva York (Aeropuerto internacional John F. Kennedy y Aeropuerto Internacional Libertad de Newark).
Łańcut cuenta con una estación de tren, situada al comienzo de la calle Kolejowa. Se encuentra en la línea principal que une la estación central de Cracovia con Medyka. La misma línea continúa hacia Ucrania.
La estación de autobuses se encuentra en el cruce de las calles Kościuszko y Sikorski.

## Relaciones internacionales

### Ciudades hermanas
Łańcut está hermanada con:
| - Levoča, Eslovaquia - Litomyšl, República Checa - Piran, Eslovenia | - Keszthely, Hungría - Tavira, Portugal - Uman, Ucrania | - Balmazújváros, Hungría - Baktalórántháza, Hungría - Castelnuovo Bormida, Italia |